# Alexandra W. Busch

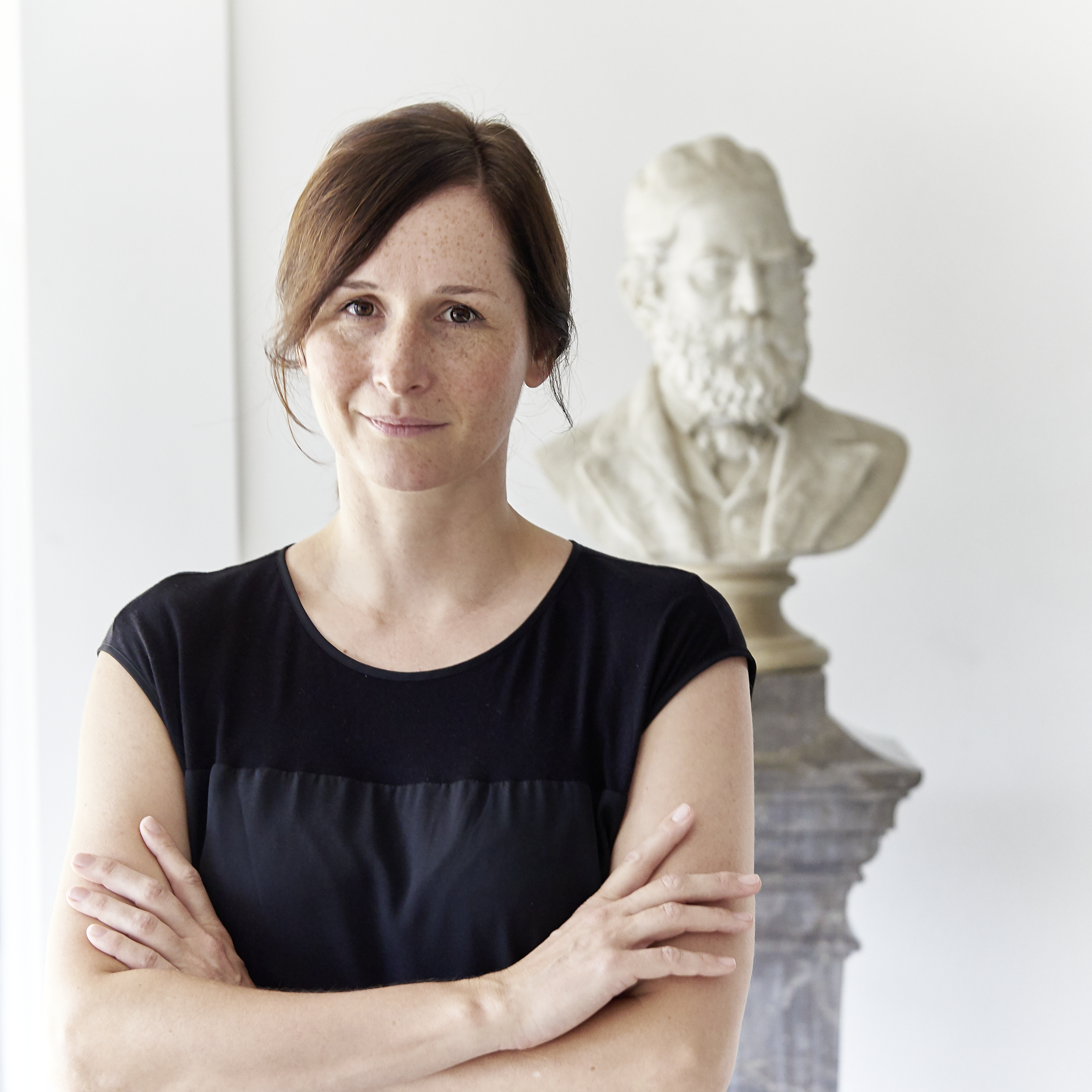
Alexandra W. Busch (2018)

Alexandra Wilhelmine Busch (* 8. Juli 1975 in Neuss) ist eine deutsche Provinzialrömische Archäologin.
Sie studierte ab 1995 Archäologie der Römischen Provinzen, Alte Geschichte und Ur- und Frühgeschichte an der Universität zu Köln, wo sie 2004 promoviert wurde. 2005/06 erhielt sie ein sechsmonatiges Reisestipendium des Deutschen Archäologischen Instituts. Von 2006 bis 2008 war sie zunächst wissenschaftliche Volontärin, dann wissenschaftliche Referentin am LVR-Archäologischen Park Xanten. Von 2008 bis 2014 war sie am Deutschen Archäologischen Institut, Abteilung Rom tätig, zunächst als allgemeine Referentin, dann als Leiterin der Fotothek.
Seit Mai 2014 war Busch Direktorin für Sammlungen, Bibliothek, Archive und IT sowie Leiterin des Kompetenzbereichs Römische Archäologie am Römisch-Germanischen Zentralmuseum (RGZM) in Mainz. Seit dem 1. Oktober 2018 ist sie Generaldirektorin des Römisch-Germanischen Zentralmuseums, das zum 1. Januar 2023 in Leibniz-Zentrum für Archäologie (LEIZA) umbenannt wurde.

## Schriften (Auswahl)
- Militär in Rom. Militärische und paramilitärische Einheiten im kaiserzeitlichen Stadtbild (= Palilia. Band 20). Reichert, Wiesbaden 2011, ISBN 3-89500-706-4 (Dissertation, dazu Katalog online).